# Список министров внешней торговли Чехословакии
Это список министров внешней торговли Чехословакии, который содержит хронологический список всех членов правительства Чехословакии, работающих в этой должности (в том числе исполняющий обязанности министров в правительствах Чехословакии с официальным названием должности, как министр внешней торговли).

## Министры внешней торговли первой Чехословацкой Республики 1918—1938
| # | Имя             | Годы жизни                        | Партия                   | Правительства                     | Период в должности                  | Примечания                |
| - | --------------- | --------------------------------- | ------------------------ | --------------------------------- | ----------------------------------- | ------------------------- |
| 1 | Рудольф Готовец | 12 октября 1865 — 16 августа 1945 | беспартийный             | 2. Властимила Тусара              | 25 мая 1920 — 15 сентября 1920      |                           |
| 2 | Рудольф Готовец | 12 октября 1865 — 16 августа 1945 | беспартийный             | 1. Яна Чернего                    | 15 сентября 1920 — 26 сентября 1921 | Управляющий министерством |
| 3 | Ладислав Новак  | 5 апреля 1872 — 29 августа 1946   | Национал-демократическая | Эдварда Бенеша 1. Антонина Швеглы | 26 сентября 1921 — 19 января 1922   | Должность упразднена.     |

## Министр внешней торговли послевоенной Чехословакии
| # | Имя               | Годы жизни                        | Партия                               | Правительства                                                      | Период в должности               | Примечания |
| - | ----------------- | --------------------------------- | ------------------------------------ | ------------------------------------------------------------------ | -------------------------------- | ---------- |
| 1 | Губерт Рипка      | 26 июля 1895 — 7 января 1958      | Национал-социалистическая            | 1. Зденека Фирлингера 2. Зденека Фирлингера 1. Клемента Готтвальда | 4 апреля 1945 — 20 февраля 1948  |            |
| 2 | Антонин Грегор    | 9 сентября 1908 — 7 сентября 1986 | Коммунистическая партия Чехословакии | 2. Клемента Готтвальда Антонина Запотоцкого                        | 25 февраля 1948 — 2 декабря 1952 |            |
| 3 | Рихард Дворжак    | 28 декабря 1913 -??               | Коммунистическая партия Чехословакии | Антонина Запотоцкого и Вильяма Широкого 2. Вильяма Широкого        | 2 декабря 1952 — 17 января 1959  |            |
| 4 | Франтишек Крайчир | 12 июня 1913 — 16 мая 1986        | Коммунистическая партия Чехословакии | 2. Вильяма Широкого 3. Вильяма Широкого                            | 17 января 1959 — 5 января 1963   |            |
| 5 | Франтишек Гамуз   | 15 августа 1919 — 23 июня 1985    | Коммунистическая партия Чехословакии | 3. Вильяма Широкого Йозефа Ленарта                                 | 5 января 1963 — 8 апреля 1968    |            |
| 6 | Вацлав Валеш      | 7 апреля 1922 — 25 июня 2013      | Коммунистическая партия Чехословакии | 1. Олдржиха Черника                                                | 8 апреля 1968 — 31 декабря 1968  |            |

## Федеральные министры внешней торговли Чехословакии
| # | Имя               | Годы жизни                       | Партия                               | Правительства                                                     | Период в должности                | Примечания                                               |
| - | ----------------- | -------------------------------- | ------------------------------------ | ----------------------------------------------------------------- | --------------------------------- | -------------------------------------------------------- |
| 1 | Ян Табачек        | р. 14 февраля 1927               | Коммунистическая партия Словакии     | 2. Олдржиха Черника                                               | 1 января 1969 — 29 сентября 1969  |                                                          |
| 2 | Франтишек Гамуз   | 15 августа 1919 — 23 июня 1985   | Коммунистическая партия Чехословакии | 3. Олдржиха Черника                                               | 29 сентября 1969 — 28 января 1970 |                                                          |
| 3 | Андрей Барчак     | 19 января 1920 — 23 июля 1984    | Коммунистическая партия Словакии     | 1. Любомира Штроугала 2. Любомира Штроугала 3. Любомира Штроугала | 28 января 1970 — 17 июня 1981     |                                                          |
| 4 | Богумил Урбан     | р. 29 июня 1934                  | Коммунистическая партия Чехословакии | 4. Любомира Штроугала 5. Любомира Штроугала                       | 17 июня 1981 — 21 декабря 1987    |                                                          |
| 5 | Ян Штерба         | р. 4 мая 1938                    | Коммунистическая партия Чехословакии | 5. Любомира Штроугала 6. Любомира Штроугала Ладислава Адамеца     | 28 декабря 1987 — 3 декабря 1989  |                                                          |
| 6 | Андрей Барчак мл. | р. 26 октября 1946               | Коммунистическая партия Словакии     | 1. Мариана Чалфы 2. Мариана Чалфы                                 | 3 декабря 1989 — 27 июня 1990     |                                                          |
| 7 | Славомир Страчар  | 7 февраля 1935 — 21 августа 1990 | Общественность против насилия        | 3. Мариана Чалфы                                                  | 27 июня 1990 — 21 августа 1990    |                                                          |
| 8 | Йозеф Бакшай      | р. 23 февраля 1951               | Общественность против насилия        | 3. Мариана Чалфы                                                  | 25 января 1991 — 2 июля 1992      |                                                          |
| 9 | Ян Страский       | р. 24 декабря 1940               | Гражданская демократическая партия   | Яна Страского                                                     | 2 июля 1992 — 29 октября 1992     | Министр поверенный в делах министерства внешней торговли |

## Источник
- Historie minulých vlád